# CAPE (finance)
Pour les articles homonymes, voir CAPE.
Le CAPE (Cyclically adjusted price-to-earnings ratio) ou Shiller PE (du nom de l'économiste américain Robert Shiller) est un ratio utilisé en analyse boursière, généralement appliqué pour le marché S&P 500 aux États-Unis. Proche du Price-earning ratio, le Shiller PER se calcule en divisant la capitalisation boursière par la moyenne du résultat net sur 10 ans, ajusté avec l'inflation,.
Des valeurs CAPE supérieures à la moyenne impliquent des rendements annuels moyens à long terme inférieurs à la moyenne. En effet, à résultat historique similaire, cela implique une capitalisation boursière plus importante (et donc un rendement a priori moindre) ; il est principalement utilisé pour évaluer les rendements futurs probables des actions sur des échelles de temps de 10 à 20 ans. 
Le PER permet d'évaluer la valeur d'un titre par rapport aux prix des titres de sociétés du même secteur : plus le PER est faible, plus l'action est considérée comme bon marché. Néanmoins, le caractère sous-évalué ou surévalué d'une capitalisation ne peut être analysé que de manière relative, c'est-à-dire par rapport à d'autres sociétés comparables et par rapport à l'indice de performance du marché. 
Ainsi, si l'indice Shiller PE est largement en dessous de la moyenne du secteur, cela permet de détecter une sous-valorisation, pouvant indiquer une meilleure opportunité d'investissement.
Ainsi, le ratio CAPE :
1. est un ratio utilisé pour évaluer si une action est sous-évaluée ou surévaluée en comparant son prix de marché actuel à son historique de résultats corrigé de l'inflation.
2. Il s'agit d'une variante du ratio (plus populaire) cours / bénéfice et est calculé en divisant le prix actuel d'une action par son bénéfice moyen ajusté en fonction de l'inflation au cours des 10 dernières années.
3. L'utilisation des gains moyens au cours de la dernière décennie aide à atténuer l'impact des cycles économiques et d'autres événements et donne une meilleure image du potentiel de revenu durable d'une entreprise.
4. Le rapport a été inventé par l'économiste américain Robert Shiller, alors professeur d’économie de l’université Yale.
5. Il n'est pas conçu comme un indicateur des accidents de marché imminents, bien que des valeurs élevées de l'ACEP aient été associées à de tels événements : historiquement, l'indice est élevé avant les principaux cracks boursiers[3].

## Histoire

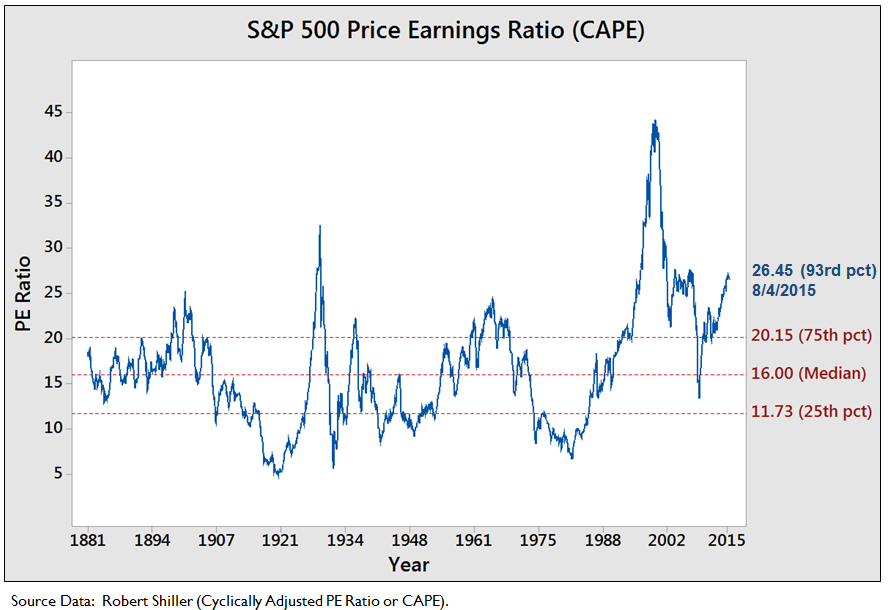
Courbe du CAPE du 04/08/2015 à partir des données du site internet de Robert Shiller. La mesure 26.45, au 93e centile, signifie que 93 % des investisseurs ont investi plus dans les bénéfices que dans les stocks.

David Dodd (économiste) et Benjamin Graham (économiste et chef de file d'un nouveau type d'investissements : l'investissement dans la valeur) présentent dans Security Analysis une analyse en faveur d'un lissage des bénéfices d'une entreprise au cours des cinq à dix dernières années : Graham et Dodd remarquent que les bénéfices sur un an sont trop volatils pour donner une idée du véritable potentiel de gains d'une entreprise.
Dans un article de 1988, les économistes John Y. Campbell (en)  et Robert Shiller concluent qu'« une moyenne mobile longue des bénéfices réels aide à prévoir les dividendes réels futurs », eux-mêmes corrélés aux rendements d'actions. L'idée est de prendre une moyenne à long terme des bénéfices (généralement 5 ou 10 ans) et de tenir compte de l'inflation pour prévoir les rendements futurs. La moyenne à long terme atténue la volatilité à court terme des bénéfices et des cycles économiques à moyen terme dans l'économie en général et ils estiment qu'elle reflète mieux le pouvoir d'achat à long terme d'une entreprise.
Par la suite, Shiller popularise la version de 10 ans du P / E de Graham et Dodd comme un moyen d'évaluer le marché boursier,. Shiller partage le prix Nobel d'économie en 2013 pour son travail dans l'analyse empirique des prix des actifs.

## Prévisions des rendements futurs
Shiller et Campbell utilisent des données de marché tirées de rapports de gains estimés (1881-1956) et réels (1957 et suivants) de l'indice S & P. Plus l'indice CAPE est bas, plus le rendement probable des investisseurs au cours des 20 années suivantes sera élevé. La valeur moyenne du CAPE pour le XXe siècle est 15,21; Cela correspond à un rendement annuel moyen d'environ 6,6 % sur les 20 prochaines années. Les valeurs CAPE supérieures produisent des rendements inférieurs correspondants dans le futurs, et vice versa. En 2014, Shiller exprime sa préoccupation alors que le CAPE supérieur à 25 est à « un niveau qui a été dépassé depuis 1881 en seulement trois périodes précédentes : les années précédant 1929, 1999 et 2007. Les baisses majeures du marché ont suivi ces pics ».
Cependant, les opinions de Shiller sont critiquées comme trop pessimistes et basées sur la définition originale de CAPE, qui ne tient pas compte des changements récents dans la façon dont les revenus sont calculés selon les règles de comptabilité; une analyse de Jeremy Siegel suggère qu'une fois que ce biais est pris en compte, il apparaît que CAPE sous-estime les rendements probables des actions.
La mesure qui montre une variation significative au fil du temps est critiquée comme « pas toujours exacte dans la signalisation des sommets du marché ou des fonds ». Une raison proposée pour cette variation de temps est que CAPE ne tient pas compte des taux d'intérêt sans risque en vigueur. Il existe un débat pour savoir si le ratio CAPE inverse doit être divisé par le rendement à 10 ans des bons du Trésor. Ce débat est réactualisé en 2014, le ratio CAPE atteignant un niveau record en même temps que des taux historiquement très bas sur les bons à 10 ans du Trésor.
Un ratio élevé de CAPE est lié à l'expression « exubérance irrationnelle » et au livre de Shiller du même nom. Après l'invention du terme en 1996 par le président de la Fed, Alan Greenspan, le ratio CAPE atteint un niveau record au cours de la bulle Internet de 2000. Il atteint un niveau historiquement élevé à nouveau pendant la bulle immobilière jusqu'en 2007 avant le crash de la grande récession.

## CAPE pour les autres marchés deCapitaux propres
Initialement appliqué pour le marché boursier américain, le CAPE est depuis decliné pour 15 autres marchés. Les recherches de Norbert Keimling démontrent que la même relation entre le CAPE et les rendements futurs des actions existe sur tous les marchés boursiers analysés jusqu'ici. Il suggère également que la comparaison des valeurs CAPE peut aider à identifier les meilleurs marchés pour les rendements futurs des actions au-delà du marché américain.